# Columbite-(Mn)
La columbite-(Mn) (simbolo IMA: Clb-Mn) è un minerale del supergruppo della columbite e del gruppo della columbite. Il nome deriva dal suo contenuto in manganese e dalla sua relazione con la columbite-(Fe). Precedentemente era conosciuta come manganocolumbite e la sua composizione chimica è (Mn,Fe2+)(Nb,Ta)2O6

## Etimologia e storia
Il deposito di columbite negli Stati Uniti è stato reso noto da un campione proveniente da Haddam, nel Connecticut, che si ritiene sia stato prelevato da John Winthrop il Giovane (1606-1676), il primo governatore della Colonia del Connecticut e un appassionato collezionista di minerali. Insieme ad altri 600 campioni, faceva parte di una donazione da parte del nipote con lo stesso nome (John Winthrop, 1681-1747) a Hans Sloane, presidente della Royal Society del Regno Unito, in occasione della sua ammissione come membro della Royal Society nel 1737.

## Classificazione
Nella Classificazione Nickel-Strunz la columbite-(Mn) è classificata nella sezione "4. Ossidi (idrossidi, V[5,6] vanadati, arseniti, antimoniti, bismutiti, solfiti, seleniti, telluriti, iodati)" e da lì alla sottoclasse "4.D Metallo:Ossigeno = 1:2 e simili", che è ulteriormente suddivisa in base alla grandezza dei cationi coinvolti, in modo tra trovare le tre columbiti nel reparto "4.DB Con cationi di media dimensione; catene di ottaedri che condividono uno spigolo" dove insieme a qitianlingite, tantalite-(Fe), tantalite-(Mg), tantalite-(Mn), columbite-(Fe) e columbite-(Mg) formano il sistema 4.DB.35.
La classificazione dei minerali secondo Dana, utilizzata principalmente nel mondo anglosassone, classifica la columbite-(Mn) nella classe degli "ossidi e idrossidi", ma anche nella divisione di "ossidi multipli con Nb, Ta e Ti". Qui si trova nel gruppo senza nome 08.03.02 all'interno della suddivisione "Ossidi multipli con Nb, Ta e Ti e la formula A(B2O6)" dove forma la "serie della tantalite-columbite".

## Abito cristallino
La columbite-(Mn) cristallizza nel sistema ortorombico nel gruppo spaziale Pcan (gruppo nº 60, posizione 3) con i parametri reticolari a = 14,42 Å, b = 5,78 Å, c = 5,09 Å, nonché con 4 unità di formula per cella unitaria.

## Origine e giacitura
La columbite-(Mn) si rinviene nelle pegmatiti granitiche.
La si trova associata con albite, cordierite, microclino, muscovite o tormalina.
In Italia la columbite-(Mn) è stata trovata in Lombardia (a Colico, Chiesa in Valmalenco e Novate Mezzola), in Sardegna (a Sarroch), in Trentino Alto-Adige (a Predazzo) e in Toscana (a Campo nell'Elba).
In Norvegia è stata rinvenuta, tra gli altri siti, a Birkenes, e Iveland, entrambi nella contea di Agder; a Meløy e Sørfold nella contea di Nordland; a Tokke nella contea di Telemark.
In Russia nei distretti di Argayashsky e Plastovsky (Oblast' di Chelyabinsk); nel distretto di Verkhoyansk (Saska) e nella miniera di Semininskaya (Oblast' di Sverdlovsk).
In Svizzera la columbite-(Mn) è stata trovata a Bregaglia e a Moesa (Canton Grigioni).
Altri ritrovamenti sono avvenuti negli Stati Uniti in California (nelle contee di Riverside, San Bernardino e di San Diego, tra gli altri siti); in Colorado (contee di Chaffee, Clear Creek, Larimer e Jefferson, tra le altre); in alcuni siti del Connecticut, del Maine, del Massachusetts, nel Nevada e altri Stati; la columbite-(Mn) è stata anche trovata in Vietnam (nella provincia di Yen Bai), in Zambia (a Lufwanyama nella provincia di Copperbelt) e nello Zimbabwe (nella provincia del Mashonaland Orientale).

## Forma in cui si presenta in natura
La columbite-(Mn) si presenta solitamente sotto forma di masse indistinte oppure come cristalli prismatici o tabulari.
Assume colori che vanno dal nero al nero-brunastro, al rosso-marrone scuro. Alla luce trasmessa assume sfumature bruno-rossastre. Lo striscio sulla mattonella va da rosso scuro a nero.